# Collo di San Quilico
De Collo di San Quilico is een betrekkelijk lage bergpas in het centrum van het Franse eiland Corsica. De pas vormt een belangrijke verbinding tussen Corte en de vallei van de Golo in het noorden. Over de pashoogte loopt alleen de oude pasweg. Onder de pashoogte loopt de T20 en de spoorweg. Beiden verbinden Ajaccio met Bastia, de twee grootste steden van Corsica. De T20 vormt de belangrijkste verbindingsweg op het eiland. Ten zuiden van Corte gaan beiden nog over de Col de Vizzavona, die een stuk hoger is.
De spoorwegtunnel is 495 meter lang en werd aangelegd bij de bouw van de spoorweg in de jaren 1880. De wegtunnel werd gebouwd tussen 1998 en 2002, in navolging van de omleiding bij Corte in 1996. De wegtunnel ligt hoger dan de spoorwegtunnel en is dan ook korter (280 meter).
Zo'n zestal kilometer ten noorden van de bergpas bereiken de hoofdweg en de spoorweg de vallei van de Golo. Beiden blijven ze deze vallei volgen, tot bij Casamozza nabij de oostkust, een twintigtal kilometer ten zuiden van Bastia.

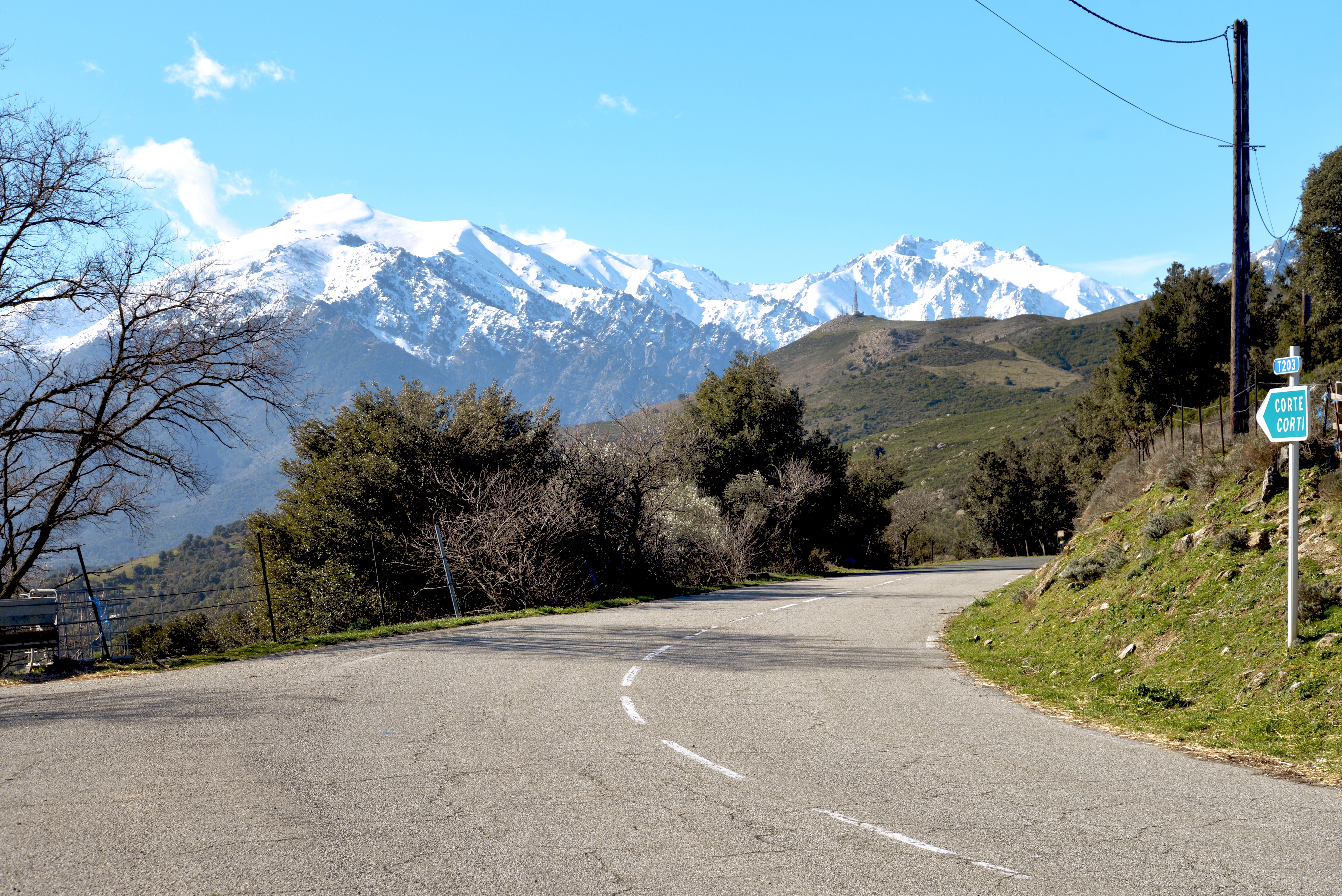
Collo di San Quilico